# Kutná Hora
Kutná Hora (phát âm [ˈkutnaː ˈɦora]ⓘ; tiếng Séc trung cổ: Hory Kutné; tiếng Đức: Kuttenberg) là một thành phố ở vùng Trung Bohemia, Cộng hòa Séc. Từ thế kỷ 13 tới thế kỷ 16, thành phố này đã đua tranh với thành phố Praha về chính trị, kinh tế và văn hóa.
Từ năm 1995, khu trung tâm thành phố đã được UNESCO đưa vào danh sách Di sản thế giới.

## Lịch sử
Thành phố Kutná Hora bắt đầu được thành lập khi người ta khai thác các mỏ bạc trong vùng, do đó thành phố trở nên quan trọng trong thời kỳ kinh tế nở rộ ở thế kỷ 13. Dấu vết sớm nhất về bạc được tìm thấy từ thế kỷ thứ 10. Đồng dinar bằng bạc đã được phát hiện thuộc về thời kỳ từ năm 985 tới 995 tại khu định cư Malín, nay thuộc Kutná Hora.
Bước ngoặt quyết định trong lịch sử thành phố là năm 1300, khi vua Wenceslaus II của Bohemia ban hành luật mới về khai thác mỏ bạc gọi Ius regale montanorum. Luật này là cơ sở pháp lý cho các việc quản lý, kỹ thuật khai thác, cùng các điều kiện cần thiết trong việc khai thác mỏ, đồng thời - trong một khía cạnh khác - cũng được coi là bộ luật lao động tiên tiến nhất thời đó. Bộ luật này cũng đưa đến việc cải cách tiền tệ, thay thế các đồng dinar mà trước đây các công tước cùng các thành phố đúc ra, tạo ra đồng tiền bằng bạc gọi là "Praha groschen".
Thành phố phát triển với tốc độ rất nhanh. Các vua xứ Bohemia đã dựng lên các pháo đài kiên cố, thay các hàng giậu tạm thời, cho phép đẩy lui các cuộc xâm lăng của hoàng đế Albert I của Áo trong các năm 1304 và 1307.
Sau Praha, Kutná Hora là thành phố quan trọng thứ nhì, đã trở thành nơi cư ngụ được ưa chuộng của nhiều vua Bohemia. Chính tại đây, ngày 18 tháng 1 năm 1409, hoàng đế Wenceslaus IV đã ký Sắc lệnh nổi tiếng gọi là Sắc lệnh Kutná Hora, trong đó đoàn sinh viên Séc được cho 3 phiếu trong cuộc bầu cử phân khoa của Đại học Praha, trong khi 3 đoàn sinh viên khác chỉ được 1 phiếu.
Khi nổ ra cuộc Chiến tranh chống người Hussit (theo Jan Hus) năm 1419 thì các nhà quý tộc của thành phố - phần lớn là người Đức - đã về phe hoàng đế Sigismund của Đế quốc La Mã Thần thánh. Có tới khoảng 2.000 quân Hussit bị cầm tù và bắt lao động khổ sai tại các mỏ khai thác bạc. Năm 1420 hoàng đế Sigismund dùng thành phố này làm căn cứ để tấn công người Taborit trong cuộc chiến tranh chống người Hussit, nhưng bị thất bại. Tướng Jan Žižka của quân Hussit đã chiếm thành phố, cướp phá và đốt.
Sau khi hòa bình tái lập, dưới sự che chở của Bohemia, thành phố lại bắt đầu hưng thịnh.
Cùng với các nơi khác của Bohemia, Kutná Hora rơi vào tay vương quốc Áo của dòng họ Habsburg năm 1526. Năm 1541 mỏ bạc phong phú nhất bị lụt. Trong cuộc nổi dậy của người Bohemia chống lại hoàng đế Ferdinand I của Đế quốc La Mã Thần thánh, thành phố bị mất hết mọi quyền ưu đãi, bị nhiều thiên tai và bị nhiều tàn phá khủng khiếp trong Chiến tranh Ba mươi năm. Các toan tính nửa vời nhằm sửa chữa các mỏ bạc khi hòa bình vãn hồi đã bị thất bại. Thành phố trở nên bần cùng. Năm 1770 thành phố lại bị một trận hỏa hoạn tàn phá và tới cuối thế kỷ 18 thì các mỏ bạc bị bỏ hoang.
Năm 1806, Kutná Hora sáp nhập vào Đế quốc Áo và năm 1866 vào Đế quốc Áo-Hung.
Sau Chiến tranh thế giới thứ nhất và sau sự sụp đổ của Đế quốc Áo-Hung, Kutná Hora thuộc về Tiệp Khắc. Từ năm 1939 tới 1945, Đức quốc xã sáp nhập Kutná Hora vào Khu bảo hộ Bohemia và Moravia.

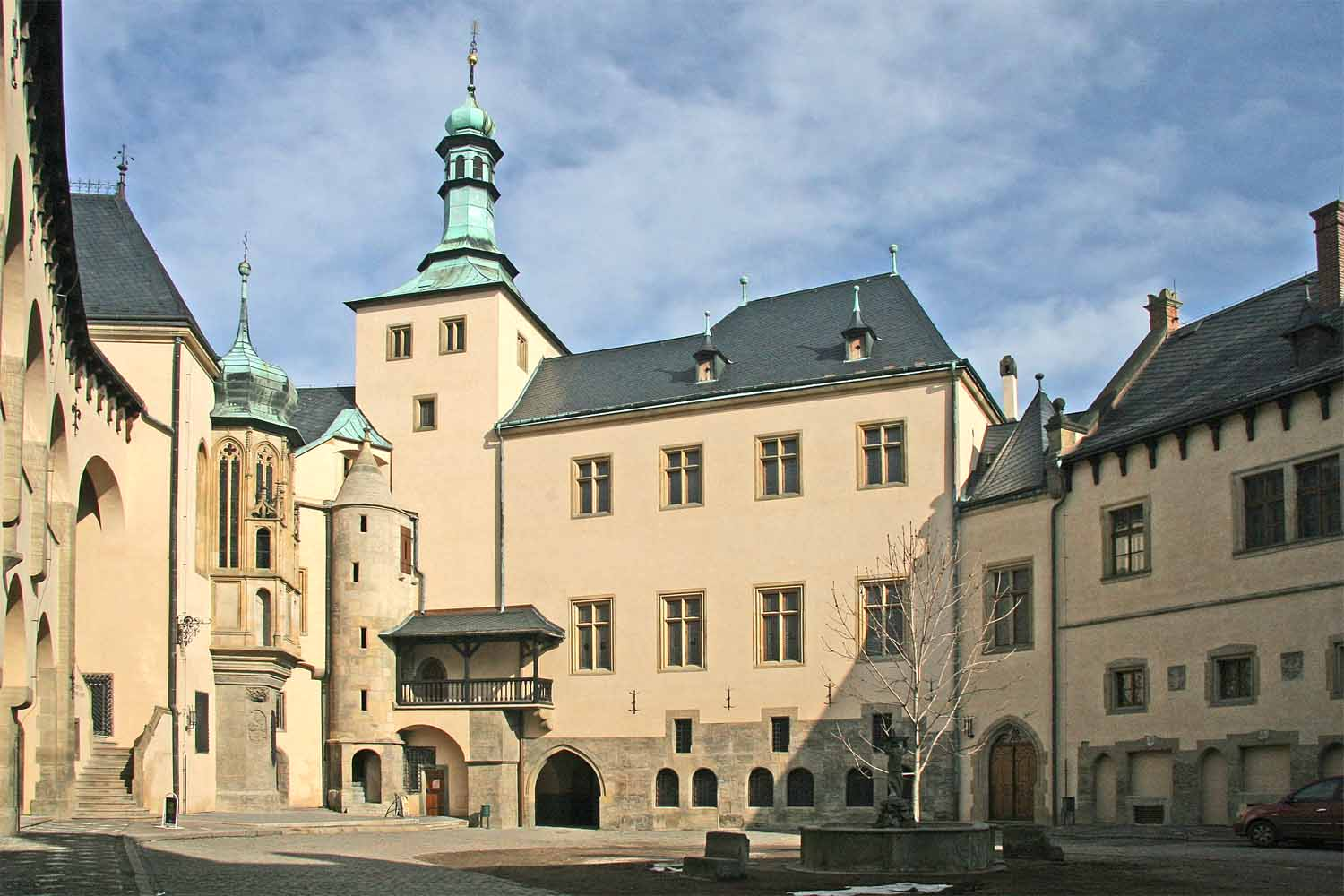
Lâu đài hoàng gia

Sau Chiến tranh thế giới thứ hai, Kutná Hora được trả lại cho Tiệp Khắc. Năm 1993 thành phố thuộc về lãnh thổ Cộng hòa Séc sau khi chia đôi Tiệp Khắc.

## Kiến trúc
Kutná Hora và thành phố lân cận Sedlec là Di sản thế giới của UNESCO. Trong số các tòa nhà quan trọng nhất trong khu vực này có nhà thờ thánh Barbara gồm 5 gian dọc theo lối kiến trúc Gothic được xây từ năm 1368, và Cung vua kiểu Ý, trước kia là nơi cư trú của hoàng gia, cùng sở đúc tiền bằng bạc, được xây dựng vào cuối thế kỷ 13. Nhà bằng đá theo lối kiến trúc Gothic, từ năm 1902 được sử dụng làm nhà bảo tàng, có bộ văn thư lưu trữ lớn nhất nước. Nhà thờ thánh Jacob theo lối kiến trúc Gothic với ngọn tháp cao 83 m cũng là một tòa nhà nổi bật.
Thành phố Sedlec lân cận có nhà thờ chính tòa Đức Bà theo lối kiến trúc Gothic và nguyện đường nổi tiếng Ossuary.

## Các thắng cảnh

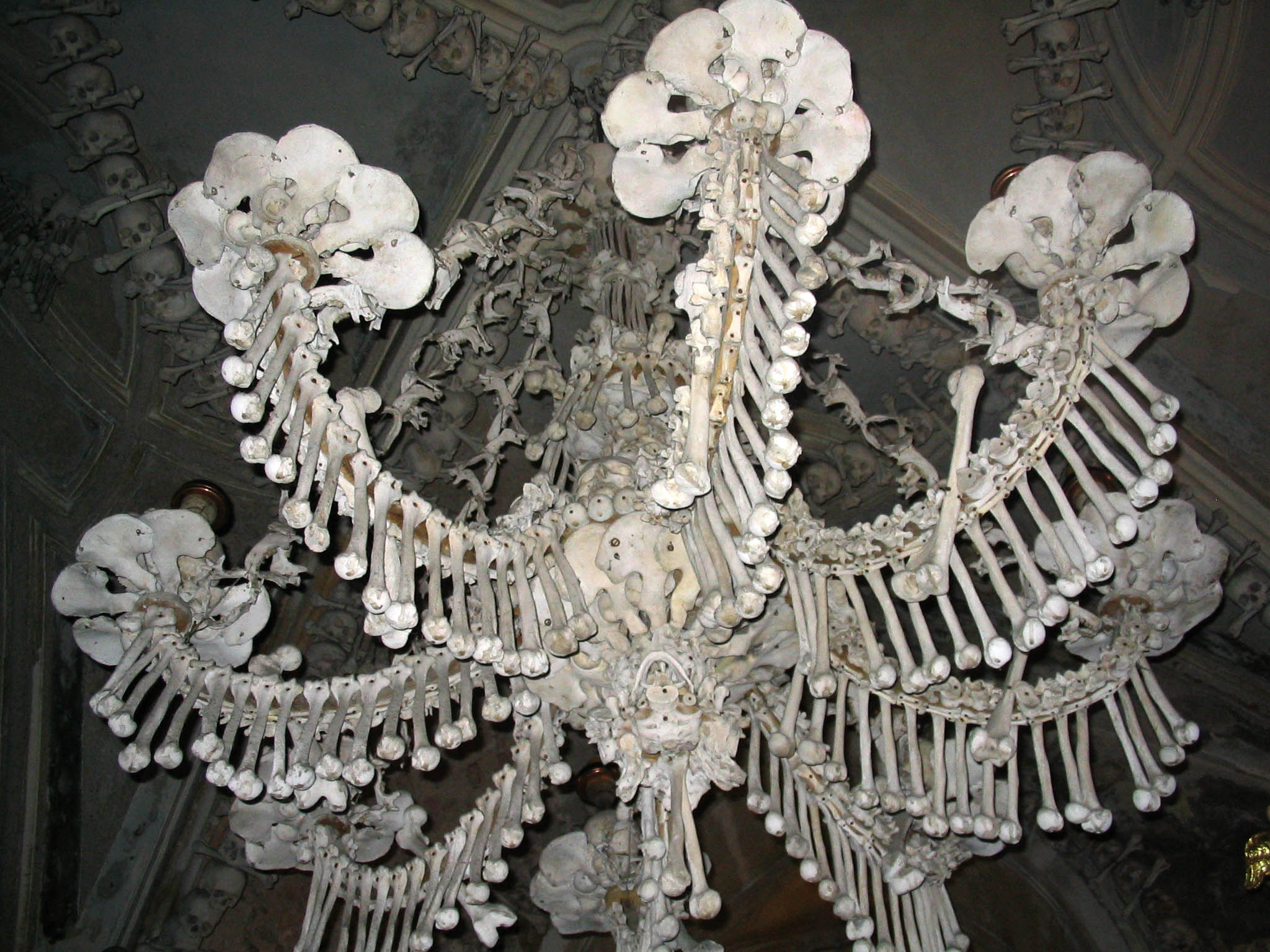
Đèn chùm làm bằng xương trong nhà nguyện Sedlec Ossuary

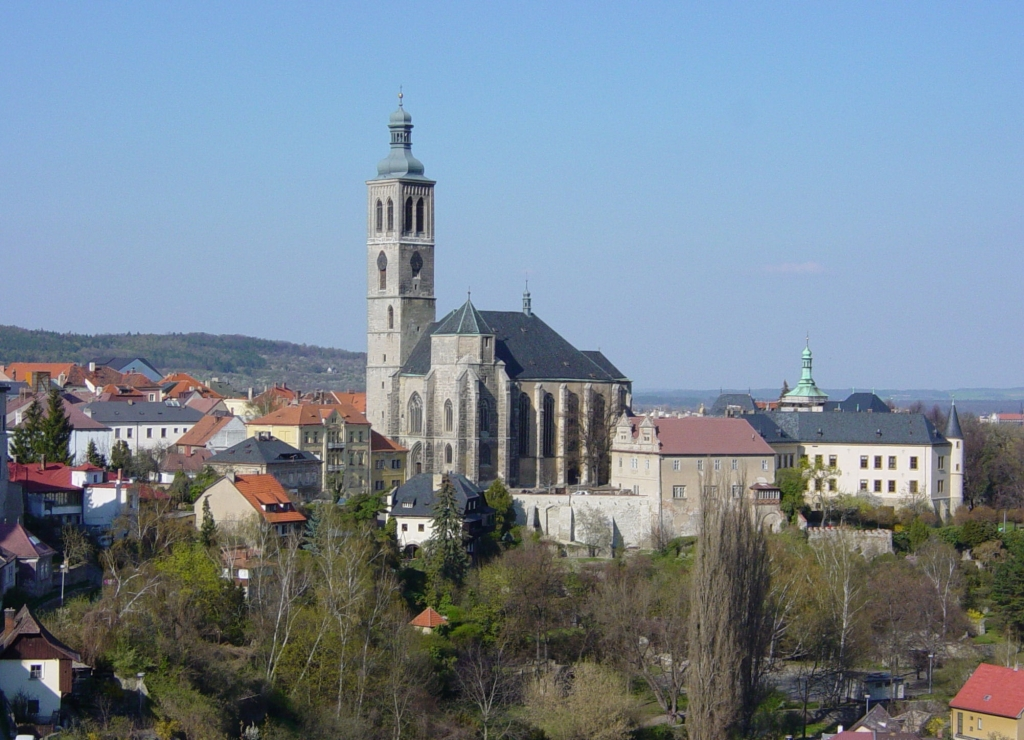

- Nhà thờ chính tòa Đức Bà (cs:Chrám Nanebevzetí Pany Marie)
- Nhà thờ thánh Barbara (cs:Kostel Sv. Barbory)
- Sedlec Ossuary (Kostnice Sedlec)
- Nhà thờ thánh Jacob (Kostel sv. Jakuba)
- Nhà thờ thánh Gioan thành Nepomuk (Kostel sv. Jana Nepomuckého)
- Nhà thờ của tu viện Ursuline (Kostel Kláštera Voršilek)
- Trường trung học nội trú dòng Tên (cs:Jezuitská kolej)
- Italian Court (Vlašský dvůr) (lâu đài hoàng gia)
- Cột Đức Bà (Morový sloup)

## Thành phố kết nghĩa
- Eger, Hungary
- Fidenza, Ý
- Kremnica, Slovakia
- Ringsted, Đan Mạch
- Stamford, Vương quốc Anh
- Tarnowskie Góry, Ba Lan
- Reims Pháp

## Hình ảnh

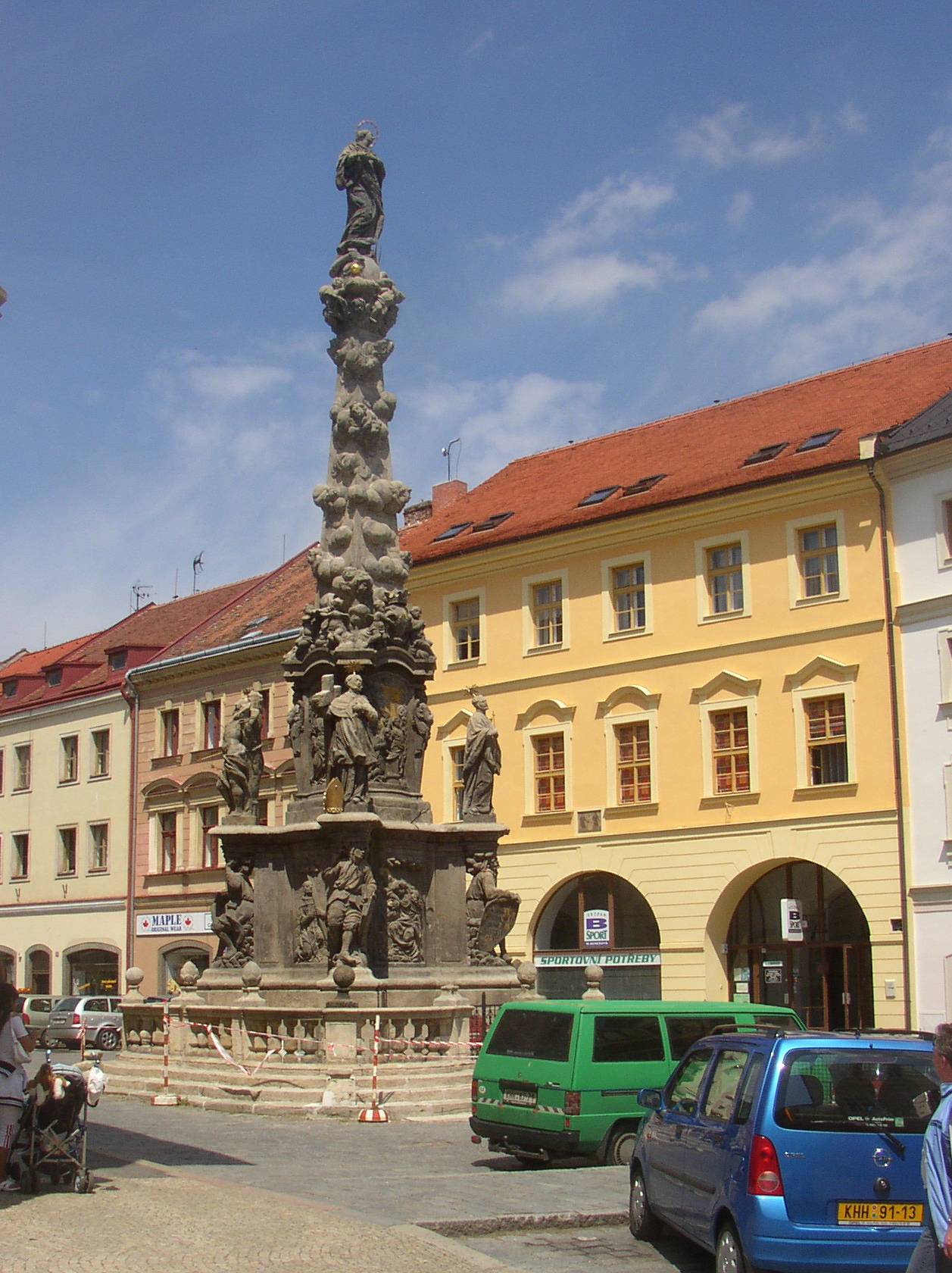
Colonne votive de la peste
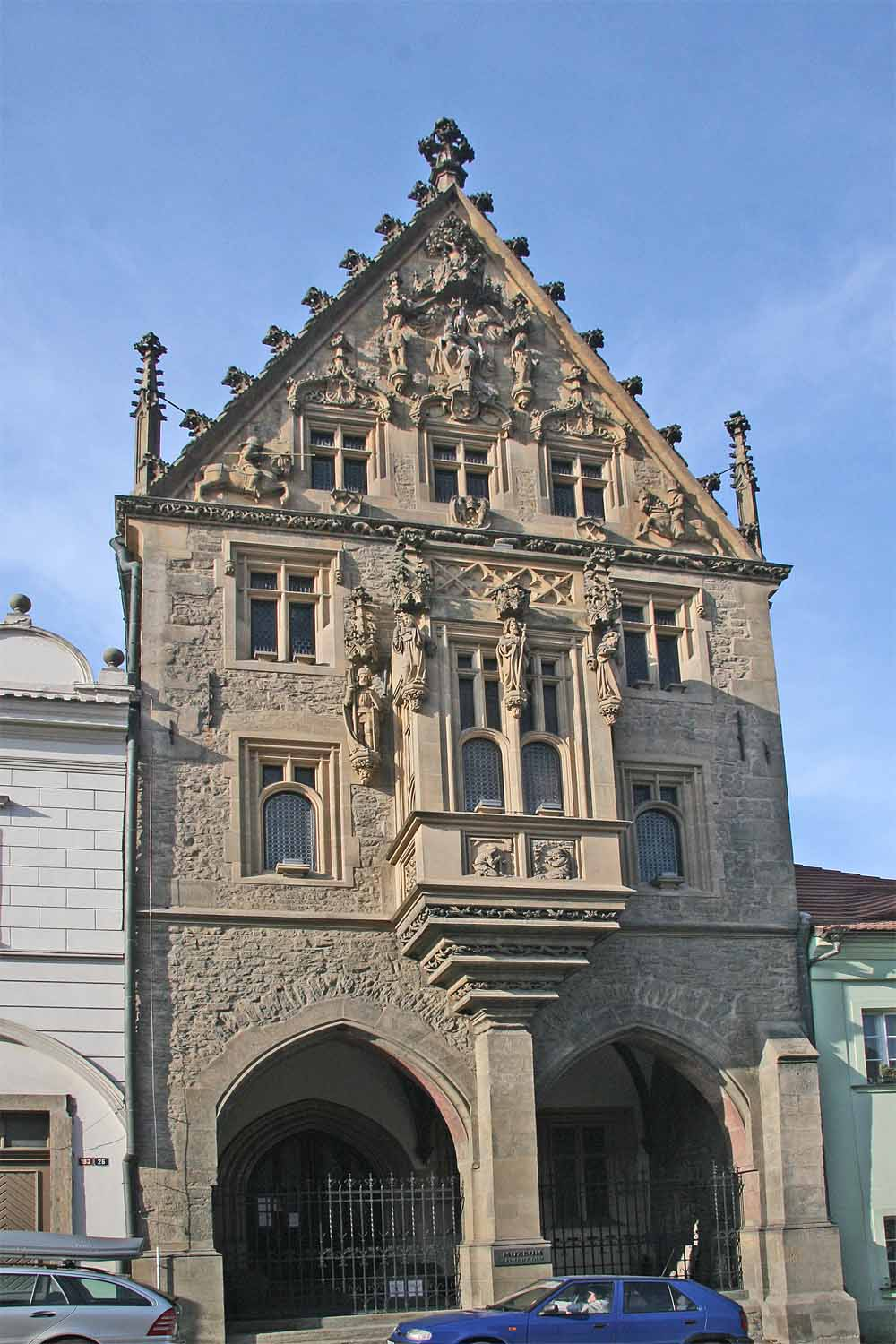
Maison de pierre
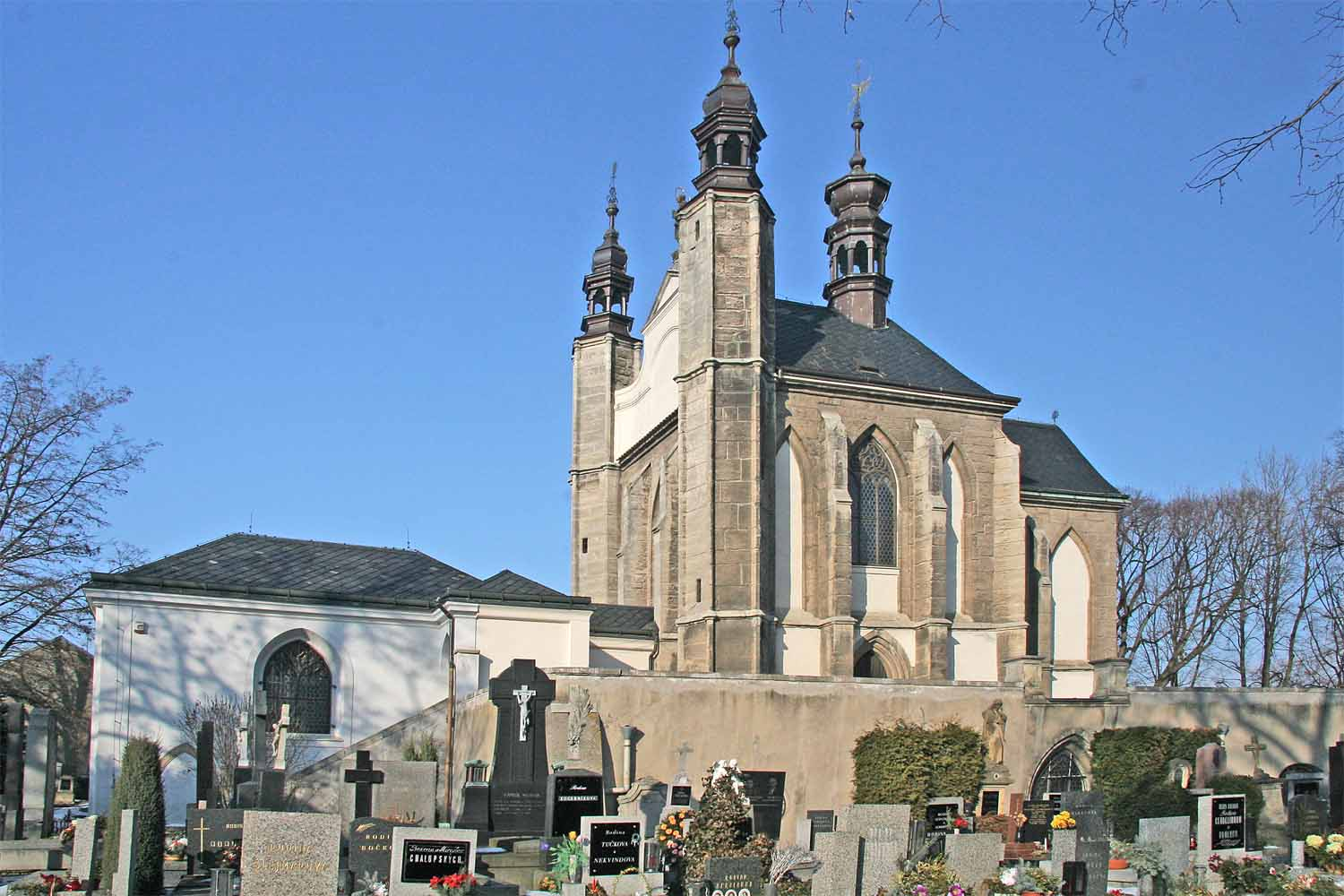
Chapelle funéraire de Tous-les-Saints de Sedlec
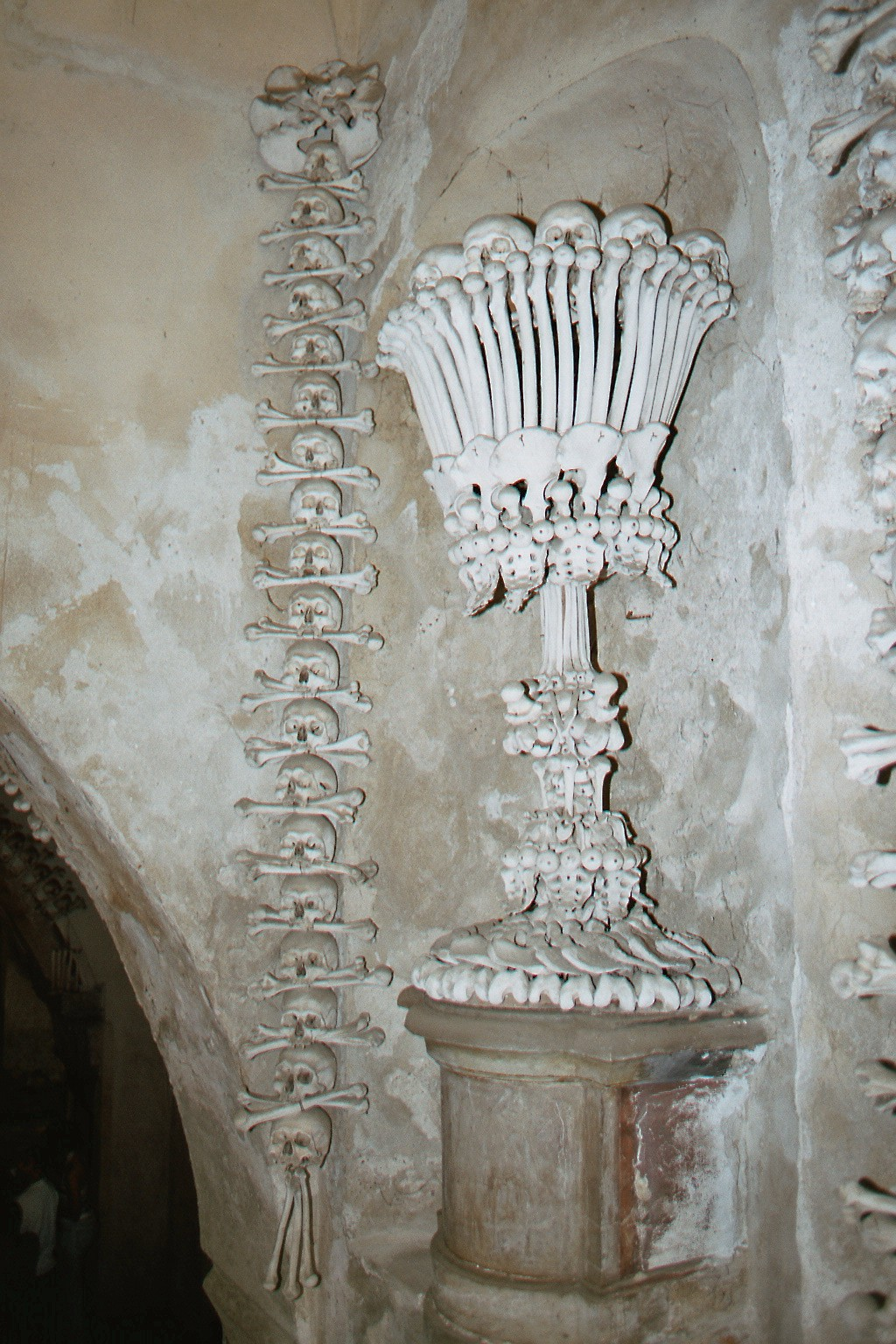
Entrée de la chapelle
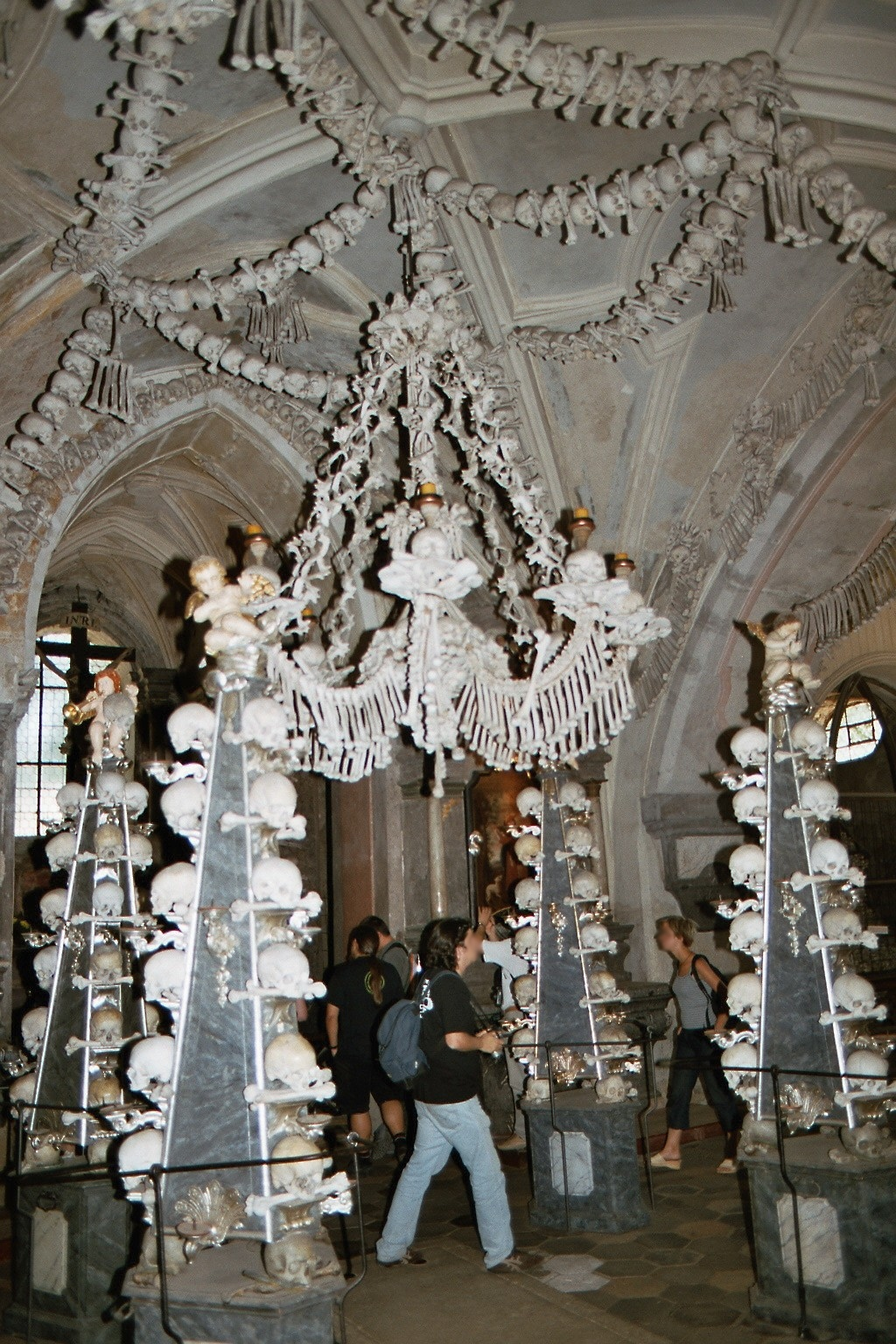
intérieur de la chapelle et lustre
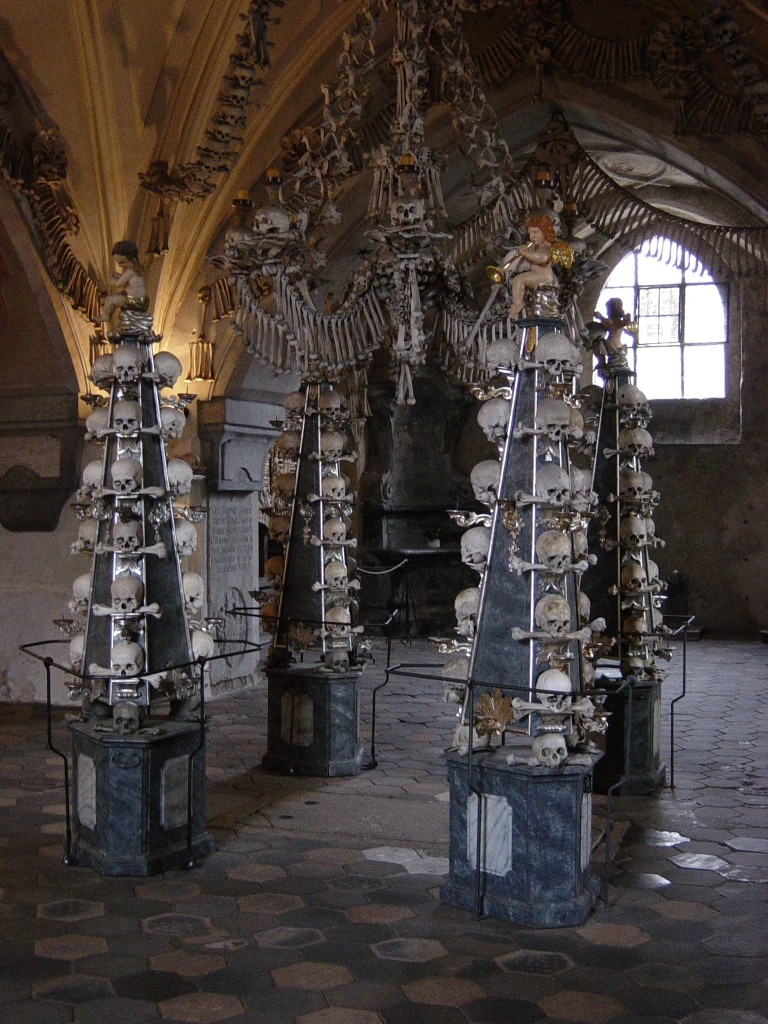
intérieur de la chapelle et lustre
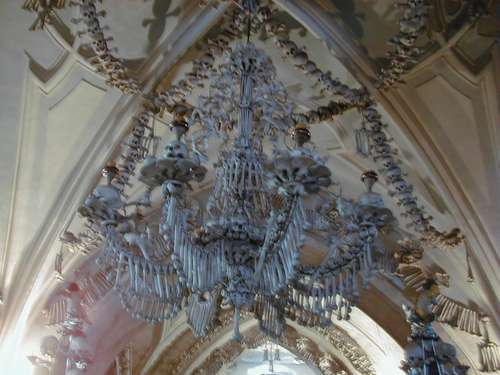
Lustre
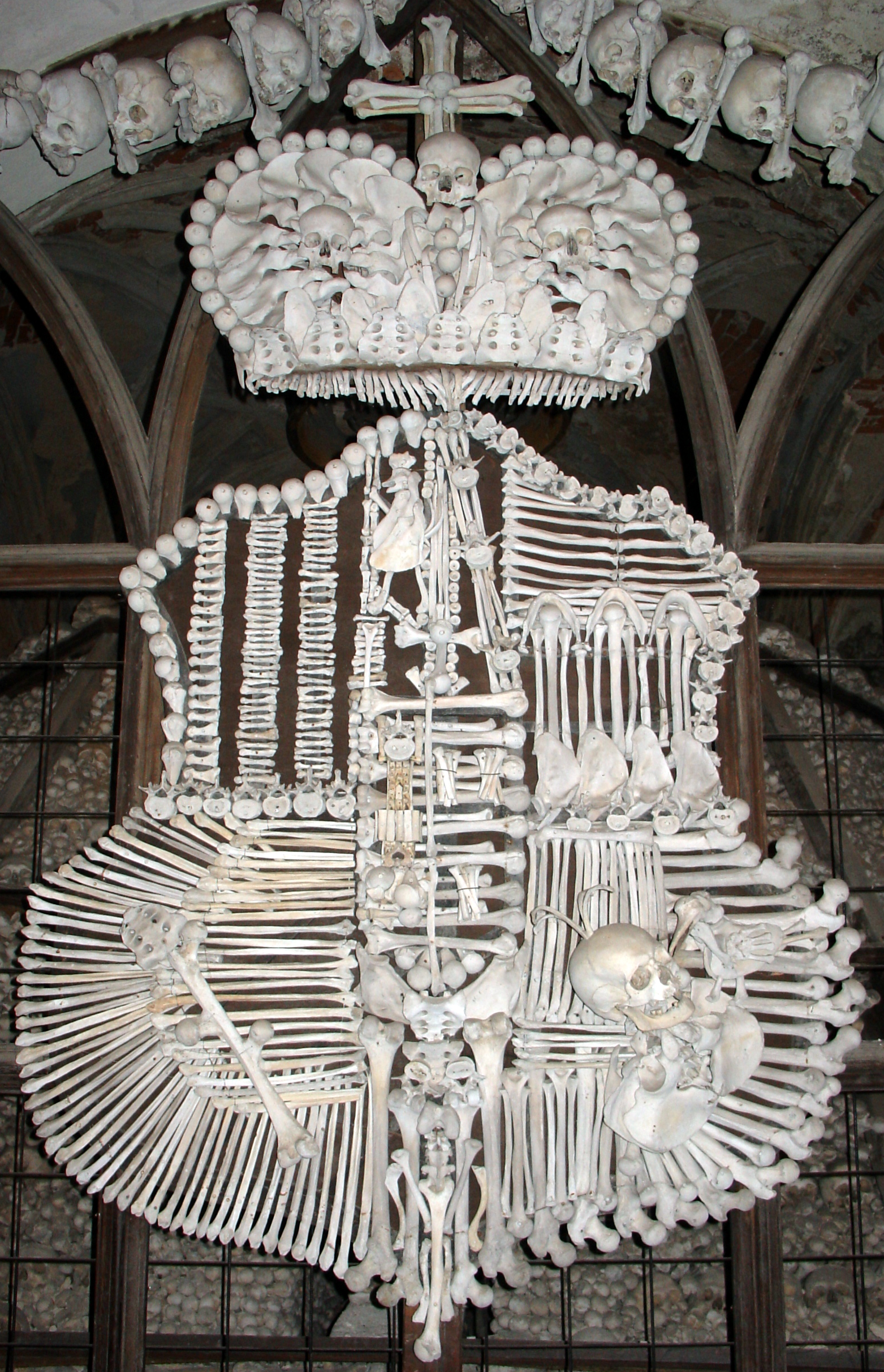
Blason des Schwartzenberg
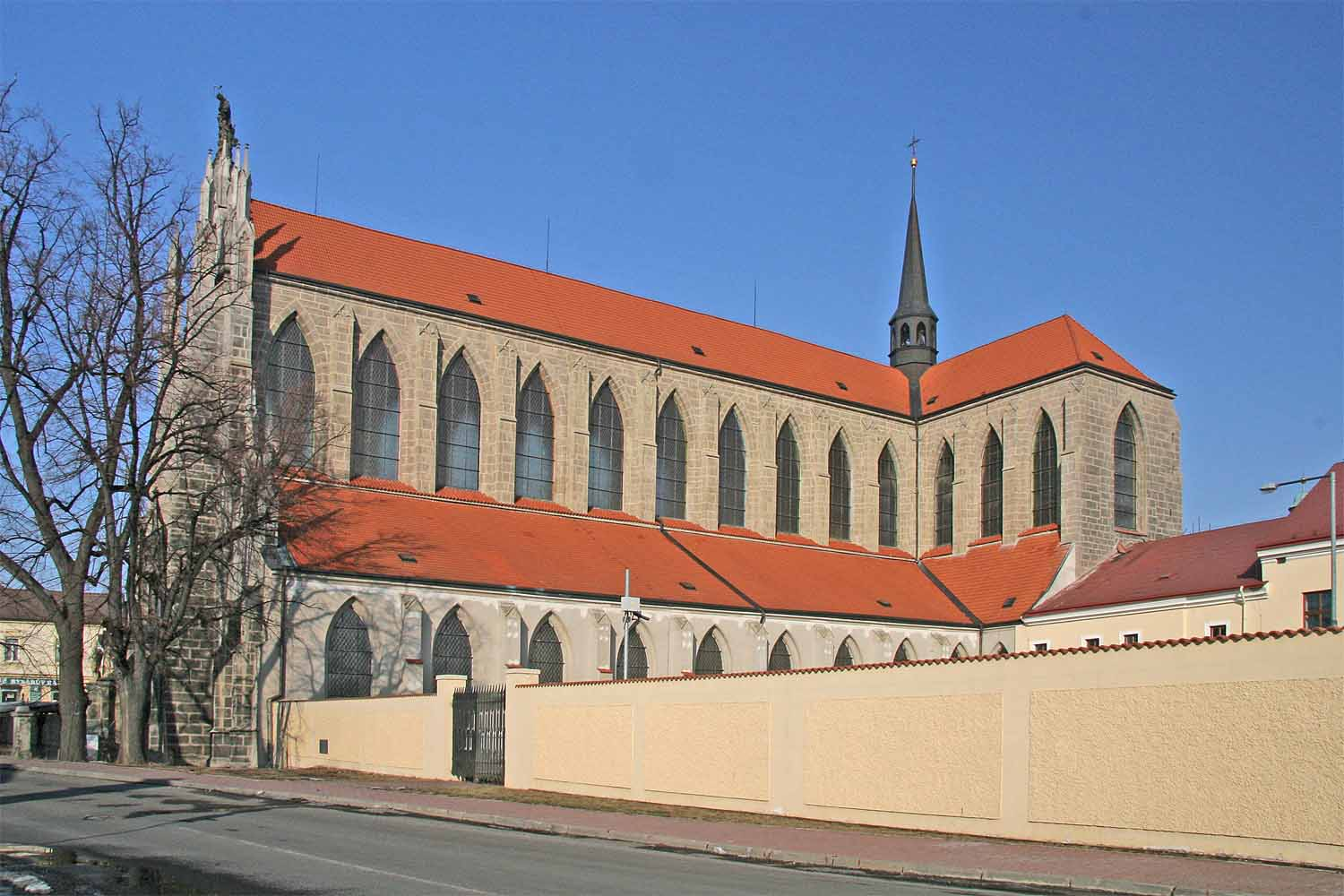
Église de l'Ascension de Sedlec